# Actinium-227
Actinium-227 of 227Ac is een onstabiele radioactieve isotoop van actinium, een actinide. De isotoop komt van nature niet op Aarde voor.
Actinium-227 kan ontstaan door radioactief verval van radium-227 en protactinium-231.
{\displaystyle {\ce {{^{227}_{88}Ra}->{^{227}_{89}Ac}+{e^{-}}+{\bar {\nu }}_{e}}}}
{\displaystyle {\ce {{^{231}_{91}Pa}->{^{227}_{89}Ac}+\,_{2}^{4}\alpha }}}

## Radioactief verval
Actinium-227 vervalt voor 98,61% naar de radio-isotoop francium-223 onder uitzending van alfastraling:
{\displaystyle {\ce {{^{227}_{89}Ac}->{^{223}_{87}Fr}+\,_{2}^{4}\alpha }}}
Een kleiner gedeelte (1,38%) vervalt naar de radio-isotoop thorium-227 onder uitzending van bètastraling:
{\displaystyle {\ce {{^{227}_{89}Ac}->{^{227}_{90}Th}+{e^{-}}+{\bar {\nu }}_{e}}}}
De halveringstijd van actinium-227 bedraagt ongeveer 21,8 jaar. 
205Ac · 206Ac · 206m1Ac · 206m2Ac · 207Ac · 208Ac · 208mAc · 209Ac · 210Ac · 211Ac · 212Ac · 213Ac · 214Ac · 215Ac · 216Ac · 216mAc · 217Ac · 217mAc · 218Ac · 218mAc · 219Ac · 220Ac · 221Ac · 222Ac · 222mAc · 223Ac · 224Ac · 225Ac · 226Ac · 227Ac · 228Ac · 229Ac · 230Ac · 231Ac · 232Ac · 233Ac · 234Ac · 235Ac · 236Ac · 237Ac